# Edward Attard
Edward (Eddie) Attard  (ur. 1947 w Sliemie) – maltański pisarz, dziennikarz, policjant. Autor historii maltańskiej policji i kroniki zabójstw od 1800.

## Życiorys
Edward Attard uczył się w szkole średniej w Hamrun. W latach 60. czytał miesięcznik True Detective, co wpłynęło na jego zainteresowanie policją i morderstwami. W 1966 r. wstąpił do policji, gdzie przez pierwsze dziesięć lat pracował na stanowisku administracyjnym. W 1974 r. opublikował swój pierwszy artykuł w dzienniku It-Torċa o Manolete jednym z najsłynniejszych hiszpańskich matadorów.
W 1976 r. nadinspektor Ernest Spiteri, który w tym czasie był szefem Departamentu Śledczego, poprosił Attarda, aby dołączył do pierwszej redakcji czasopisma policyjnego Il-Pulizija. Magazyn miał być miesięcznikiem, dlatego został zatrudniony w pełnym wymiarze godzin. W tym czasie nie planował zostać historykiem policji i przestępców, jednak aby wypełnić strony policyjnego magazynu, zaczął badać lokalną historię policji, przeszukiwał materiały o przestępstwach i więzieniach na Malcie od 1800 roku. Jednocześnie zaczął opracowywać aktualną wersję kodeksu karnego, która została wydana w 1977 r. Cztery lata później opublikował regulamin ruchu drogowego, który został opublikowany po raz pierwszy w 1948 r. Książka została bezpłatnie rozdystrybuowana wszystkim członkom sił zbrojnych.
W latach 80. poznał historyka Gużè Galea, z którym napisał dwie książki: F'Ġieħ il-Ħaqq 1 i F'Ġieħ il-Ħaqq 2. Jednak obie zostały opublikowane pod nazwiskiem Galei i wydane pod auspicjami Maltańskiego Stowarzyszenia Policji. W 1994 r. z okazji 180. rocznicy powołania sił policyjnych na Malcie, George Grech, ówczesny komisarz policji, zachęcił go do napisania historii policji. Publikacja Il-Korp tal-Pulizija ta’ Malta, obejmująca okres 1800–1956, została wydana w lipcu 1994 r. Od tego czasu opublikował dwie inne książki na ten sam temat, w których rozszerzył pracę do roku 1964, kiedy to zgodnie z konstytucją o niepodległości, kontrola nad policją została powierzona rządowi.
W 1999 r. poznał Tony'ego Gatt'a, dyrektora zarządzającego Book Distributors Ltd, z którym rozpoczął współpracę w zakresie wydawniczym. Pierwszą publikacją dla wydawnictwa była książka Delitti li Jissemmew L-ewwel ktieb, poświęcona morderstwom na całym świecie, które wstrząsnęły krajem, w którym zostały popełnione. W serii Delitti li Jibqghu Jissemmew opublikował dziesięć książek, a jedenasta dotyczyła porwań.
Atard opublikował także dwie książki o więzieniu Corradino, jest autorem bestsellerowej Delitti f'Malta, kroniki wszystkich spraw dotyczących zabójstw na Malcie w okresie od 1800 do kwietnia 2012 r.. W 2013 r. wydał książkę John F. Kennedy Il- President Assassinat, w której poddaje analizie zabójstwo prezydenta Stanów Zjednoczonych Johna F. Kennedy'ego.
Nagrał szereg audycji dla stacji radiowych: Radju Malta i F.M. Bronja, opublikował też wiele artykułów. Jest autorem publikacji w 24 numerach magazynu Delitti u Misteri wydawanego przez Book Distributors Ltd od 2006.

## Twórczość
- Il-Korp tal-Pulizija ta’ Malta (1994)
- Il-Pulizija f'Malta (1999)
- A History of the Malta Police, 1800-1964 (2003)
- Il-Pulizija f'Malta: 1800-1964 (2000)
- l-Istorja tal-Ħabsijiet f’Malta mill-1800 (2000)
- Delitti f'Malta: 200 Sena ta' Omiċidji 1800 – 2000 (2001)
- Il-Piena Kapitali (2002)
- A History of the Malta Police Force 1800-1964 (2003)
- Delitti f’Malta – It-Tieni Ktieb (2004)
- Enċiklopedija ta’ Persunaġġi Assassinati u l-Bijografija tagħhom (2006)
- l-Istorja tal-Ħabsijiet f’Malta mill-1800 (2007)
- Mintoff u De Gray (2008)
- Murder in Malta: A Chronicle of 19th- and 20th-Century's Historically Significant Homicide Cases (2009)
- Delitti f'Malta Aggornat 2000 – 2012 (2012)
- John F. Kennedy Il- President Assassinat (2013)
- Il-Prostituzzjoni f'Malta (2014)

### Serie wydawnicze
- Delitti li jibqghu jissemmew (2004-2010)[5][6]